# Прогресс М-31
Прогресс М-31 — транспортный грузовой космический корабль (ТГК) серии «Прогресс», запущен к орбитальной станции «Мир» (ОС). Серийный номер 231.

## Цель полёта
Доставка на ОС более 2400 килограммов различных грузов, в числе которых топливо, питьевую воду, одежду, баки для системы удаления отходов жизнедеятельности.

## Хроника полёта
- 05.05.1996, в 07:04:18 UTC — запуск с космодрома Байконур;
- 07.05.1996, в 08:54:17 UTC — осуществлена стыковка с Базовым блоком ОС «Мир». Процесс сближения и стыковки проводился в автоматическом режиме;
- 01.08.1996, в 16:44:54 UTC — осуществлена растыковка от ОС «Мир»;
- 01.08.1996, в 20:33:03 UTC — окончание существования ТГК.

## Перечень грузов
Суммарная масса всех доставляемых грузов: 2410,2 кг.